# Румунська православна місія в Трансністрії
Румунська православна місія у Трансністрії (рум. Misiunea Ortodoxă Română în Transnistria) — канонічна структура Румунської православної церкви. Нинішня назва — православна єпархія Дубосар і всього Придністров'я (рум. Episcopia Ortodoxă a Dubăsarilor și a toată Transnistria), що є частиною Бессарабської митрополії та зареєстрована урядом Республіки Молдова.

## Доба Другої світової війни
Під час Другої світової війни Румунський патріархат проводив православну місіонерську роботу в Дністровсько-Бузькому межиріччі. Ця територія загальною площею 29 733 км2 і населенням 2 326 266 жителів тоді тимчасово перейшла під цивільну румунську адміністрацію губернаторства Трансністрія та була поділена на 13 повітів (Ананьївський, Балтський, Березівський, Дубосарський, Голтянський, Жугастру, Могилівський, Овідіопольський, Одеський, Очаківський, Рибницький, Тираспольський, Тульчинський), включаючи 64 райони та 2 муніципії (Одеса й Тирасполь) із 15 міськими, 18 приміськими та 1 363 сільськими комунами, що налічували 2 568 сіл і 72 хутори.
У вересні 1941 року тут працювало кілька груп місіонерів з усіх куточків держави: група Кишинівської архієпархії на чолі з отцем Теодором Рудєвим, група Хушської єпархії на чолі з єпископом Григорієм Леу та група Сібійсько-Фегераської митрополії на чолі з митрополитом Ніколає Коланом. Починаючи з жовтня 1941 року, до Трансністрії приїжджали і інші групи священників і ченців-місіонерів, серед яких чимало з Хотинської єпархії, Кишинівської архієпархії та Олтенської митрополії. Іншими ієрархами, які здійснювали канонічні візити в рамках Румунської православної місії в Трансністрії, були митрополит Трансільванський Ніколає Балан, митрополит Ольтенський Ніфон, митрополит Бессарабський Ефрем Еначеску, єпископ Орадський Ніколає, єпископ Аккерманський Полікарп Морушка та єпископ Армійський єпископ Парфеній Чопрон.
Румунську православну місію у Трансністрії утворено 15 серпня 1942 р. з осідком у Тирасполі, а з жовтні 1942 р. — в Одесі. Спочатку до її складу входило 13 повітових благочинь та одне міське з Одеси. 14 благочинь включали 64 менші церковно-адміністративні одиниці. Спочатку місію очолював архімандрит Юліу Скрібан, професор факультету православного богослов'я Бухарестського університету, якому допомагав архімандрит Антім Ніка на посаді вікарія. На зміну архімандритові Юліу Скрібану 6 листопада 1942 року прийшов митрополит Вісаріон Пую.
1943 року Трансністрію у церковно-адміністративному відношенні було поділено на три нові православні єпархії: Балтську в центрі, Одеську на півдні та Тульчинську на півночі.